# Emma von Anhalt-Bernburg-Schaumburg-Hoym

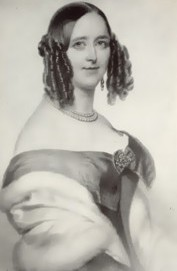
Prinzessin Emma von Anhalt-Bernburg-Schaumburg-Hoym, Fürstin zu Waldeck und Pyrmont

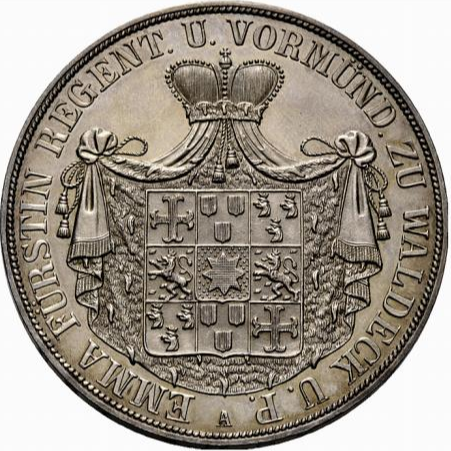
Vorderseite des Doppeltalers („Dicke Emma“) mit ihrem Namen als Vormünderin in der Umschrift

Emma von Anhalt-Bernburg-Schaumburg-Hoym (* 20. Mai 1802 in Schaumburg; † 1. August 1858 in Pyrmont) war eine Prinzessin von Anhalt-Bernburg-Schaumburg-Hoym und von 1845 bis 1852 Regentin des Fürstentums Waldeck und Pyrmont. (Nicht zu verwechseln mit ihrer Enkelin Emma zu Waldeck und Pyrmont).

## Leben
Emma war eine der vier Töchter des Fürsten Victor II. von Anhalt-Bernburg-Schaumburg-Hoym (1767–1812) aus dessen Ehe mit Amalie (1776–1841), Tochter des Fürsten Karl Christian von Nassau-Weilburg. Sie wuchs gemeinsam mit ihren Schwestern im anhaltischen Hoym auf und wurde sorgfältig ausgebildet. Der Großonkel der Prinzessinnen Fürst Friedrich hatte 1811 zu Gunsten seiner Großnichten auf die Grafschaft Holzappel mit Schaumburg verzichtet, doch wurde 1828 zum Nachteil der Erbinnen entschieden.
Sie heiratete am 26. Juni 1823 im Schloss Schaumburg Fürst Georg II. zu Waldeck und Pyrmont (1789–1845).
Nach dessen Tod führte Emma entsprechend dem Testament ihres Mannes für ihren Sohn bis 1852 die Regentschaft im Fürstentum. Zu ihren ersten Amtshandlungen gehörte die Reformation des waldeckischen Kontingents des Bundesheeres 1845 durch preußische Offiziere. In die Regentschaft Emmas fallen auch die Ereignisse der Revolution von 1848/49, in dessen Ergebnis in Waldeck ein neuer Landtag zusammenberufen wurde (s. Lit. Rauch). Die Regierung Emmas wird als die für Waldeck bedeutendste beschrieben und umfasste eine vollständige Umgestaltung und Erneuerung des Staatsorganismus. Ab 1853 hatte sie ihren Witwensitz im nur wenigen hundert Meter vom Residenzschloss entfernten Neuen Schloss, das sie im Stil des Klassizismus umgestalten ließ.
Nach der Fürstin ist unter anderem der Emmafall im Gasteinertal benannt. Sie ist die Großmutter der niederländischen Königin Emma. Ein in ihrer Regierungszeit 1847 als Vereinsmünze geprägter Doppeltaler trägt nach ihr den Namen „Dicke Emma“.

## Nachkommen
Aus ihrer Ehe hatte Emma folgende Kinder:
- Auguste (1824–1893)

⚭ 1848 Fürst Alfred zu Stolberg-Stolberg (1820–1903)
- Joseph (1825–1829)
- Hermine (1827–1910)

⚭ 1844 Fürst Adolf Georg zu Schaumburg-Lippe (1817–1893)
- Georg Viktor (1831–1893), Fürst zu Waldeck und Pyrmont

⚭ 1. 1853 Prinzessin Helene von Nassau (1831–1888)
⚭ 2. 1891 Prinzessin Luise von Schleswig-Holstein-Sonderburg-Glücksburg (1858–1936)
- Wolrad (1833–1867)